# ピロト
ピロト（セルビア語: Pirot /Пирот）は、セルビア南東部の都市および基礎自治体である。2011年の統計によればピロト市街の人口は38,432人、基礎自治体全域では57,911人であった。ピロトはピロト郡の行政的な中心都市で、セルビアの文化で高い評価の伝統的な絨毯織物であるピロツキ・チリム(セルビア語:  Pirotski ćilim)でも知られている。近隣には聖ペトカ教会や14世紀以来の神学者イオアン修道院などがある。これらの教会は中世のセルビアの建築様式を表している。

## 地勢
基礎自治体の面積は1,235km2あり、スタラ・プラニナ(Стара планина/Stara Planina)、ヴラシュカ・プラニナ、ベラヴァ(Белава/Belava)、スヴァ・プラニナ(Сува планина/Suva Planina)など周辺は山地が広がる。また、ニシュヴァ川(Нишава/Nišava)、イェルマ川(Jerma)、ラスニチュカ川(Rasnička)、テムシュティツァ川( Temštica)、ヴィソチツァ川( Visočica)などが町を流れている。ザヴォイ湖( Zavoj)、ベロヴァツコ湖( Berovacko)、クルパツ湖(Krupac)、スコヴ湖( Sukov)など4カ所の湖もある。

## 歴史

### 先史時代
ローマ人が来る以前のピロトにはトラキア人が居住していた。紀元前1世紀になると、ローマ人がやって来るようになり、1世紀にはセルビアはローマ化が進んだ。ピロトが最初に言及されたのは町が成立した2世紀で、その頃はトゥレッス(Turres)と呼ばれていた。ブラト村のマグリッチ修道院で2008年9月に2世紀の石像「トラキアの騎士」が発見されている。211年に遡る碑文はトラキア人が崇拝したセバジアノス(Sebazianos)が言及され、この種の物は現在のブルガリアのキュステンディルであるパウタリア( Pautalia)でも見られる。碑文はローマ人ではない、信仰集団や聖職者が奉じたものである。ピロトの最初の文書での記録はローマの道を示したタブラ・ペウティンゲリアナ(Tabula Peutingeriana)であった。古代の集落があった周辺はラテン語で塔を意味するトゥレス(Tures)と呼ばれいた。町は街道を防御し支配するために設けられ、同時に旅行者が宿泊したり馬や車を乗り継ぐための宿場も設けられ、重要な通過地点でもあったため居住地は発展していた。その後、4世紀にはゴート族が5世紀にはフン族が侵入している。

### 東ローマ帝国
プロコピオスの建設に関する記録によれば、ユスティニアヌス1世が在位した527年から565年にかけ、ニシュからソフィアにかけて30の要塞の再建を命じており、トゥレスの要塞も含まれていたと考えられる。これらの工事に関する詳細な工法も伝えていた。この頃、スラヴ人やアヴァールがバルカン半島に侵入し、キメダヴァ(Quimedava)と呼ばれる居住地がサルラ丘の南斜面に位置していた。考古学的な発見により、町は当時、砦や要塞壁に囲まれ、初期キリスト教のバシリカ、公衆浴場であるテルマス、墓地などの施設があった。軍事要塞のそばにはMajilkaよばれる市民の居住地があった。この間、蛮族からの襲撃から東ローマ帝国は上手く防御していたがバルカン半島では、6世紀後半から7世紀初めにはスラヴ人が多くなり有力な民族となっていった。スラヴ人の一集団スクラヴェニは520年代に入るとビザンチンの町を襲撃するようになり、549年にはトラキアへの襲撃が言及されている。577年、およそ10万人のスラヴ人がトラキアやイリュリクムに流入し、都市を略奪したり定住している。ボリス1世(839年 - 842年)はブルガリア・セルビア戦争の後、この地域を征服している。

### 中世以後
11世紀初期、東ローマ帝国の行政区域のシルミウム・テマの一部となりこの時期、バシレイオス2世(976年 - 1025年)治世下であった。また、コンスタンティノープル総主教区管轄のオフリド大主教区を形作った。それまではニシュ大主教区であった。1182年から1183年にかけてピロトはセルビアとハンガリーの連合軍が支配し、ステファン・ネマニャとフリードリヒ1世がピロトを通ったが市民からは熱狂的な歓迎を受けた。その直ぐ後の1190年代にアセンとペタルの蜂起が起こる。14世紀に入るとセルビア人公爵であるモムチロ(Momčilo)によりピロト要塞(Momčilov Grad)が築かれた。その後はオスマン帝国の支配下となり以後、19世紀に入るまで続くこととなり、1831年4月7日にはオスマンの支配に対する反発からボスニア人の反乱が起こった。